# Raasten rastah
Raasten rastah és un festival de cultura sami meridional que té lloc a Plassje (Røros) cada dos anys. Va néixer el 2002 amb l'objectiu de difondre la cultura i la llengua sami meridional sobretot entre els joves samis, i de ser un punt de trobada dels samis a través de la frontera entre Noruega i Suècia, a la qual fa referència el nom Raasten rastah que significa a traves de la frontera en sami meridional.
Al festival hi ha activitats per a infants, com dansa, esports i workshops d'art tradicional i joik, però també hi actuen artistes samis per a públics adults. Alguns dels artistes que hi han participat, són Jon Henrik Fjällgren, Marja Mortensson i ISÀK.
Raasten rastah inicialment s'organitzava alternativament a Plassje a Noruega i Funäsdalen a Suècia, però a partir de 2010 se celebra només a Plassje.